# Gare de Saint-Dizier
Ne doit pas être confondu avec Gare de Saint-Dizier-Leyrenne.
La gare de Saint-Dizier est une gare ferroviaire française, située à proximité du centre-ville de Saint-Dizier, sous-préfecture du département de la Haute-Marne, en région Grand Est.
C'est une gare de la Société nationale des chemins de fer français (SNCF), desservie par des trains régionaux (TER Grand Est).

## Situation ferroviaire

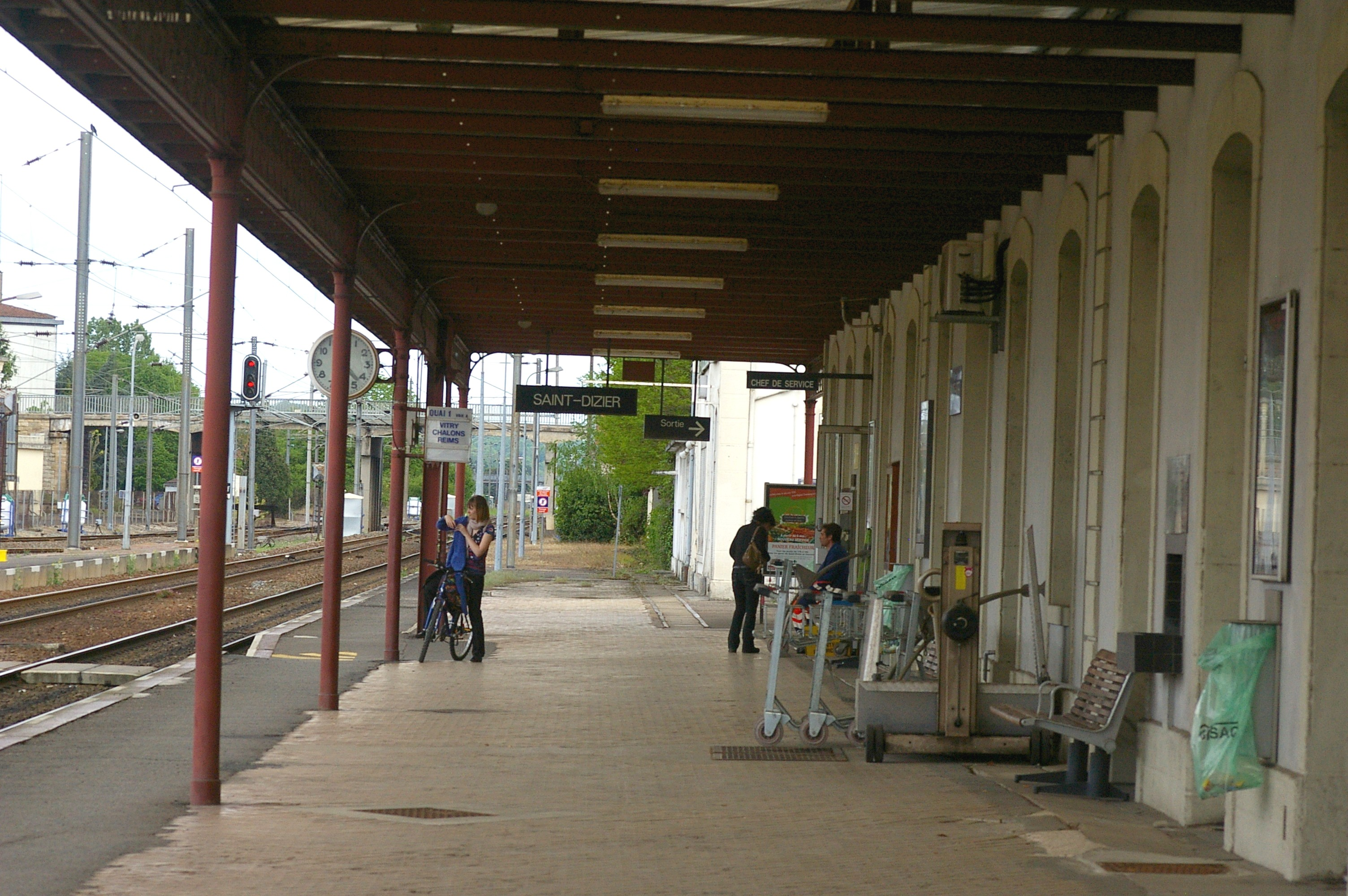
Vue sur les voies, depuis le quai no 1.

Établie à 145 mètres d'altitude, elle est située au point kilométrique (PK) 234,317 de la ligne de Blesme - Haussignémont à Chaumont, entre les gares de Villiers-en-Lieu (fermée) et d'Eurville (ouverte). Gare de bifurcation, elle est également située au PK 27,747 de la ligne de Revigny à Saint-Dizier (déclassée), et est l'origine de la ligne de Saint-Dizier à Doulevant-le-Château (inexploitée).

## Fréquentation
Selon les estimations de la SNCF, la fréquentation annuelle de la gare figure dans le tableau ci-dessous.
| Année                      | 2015    | 2016    | 2017    | 2018    | 2019    | 2020    | 2021    | 2022    | 2023    | 2024    |
| -------------------------- | ------- | ------- | ------- | ------- | ------- | ------- | ------- | ------- | ------- | ------- |
| Voyageurs                  | 230 626 | 218 749 | 215 717 | 182 880 | 200 921 | 119 594 | 154 671 | 192 797 | 214 622 | 229 213 |
| Voyageurs et non voyageurs | 288 283 | 273 437 | 269 647 | 228 660 | 251 151 | 147 647 | 190 952 | 238 021 | 264 965 | 282 979 |

## Histoire

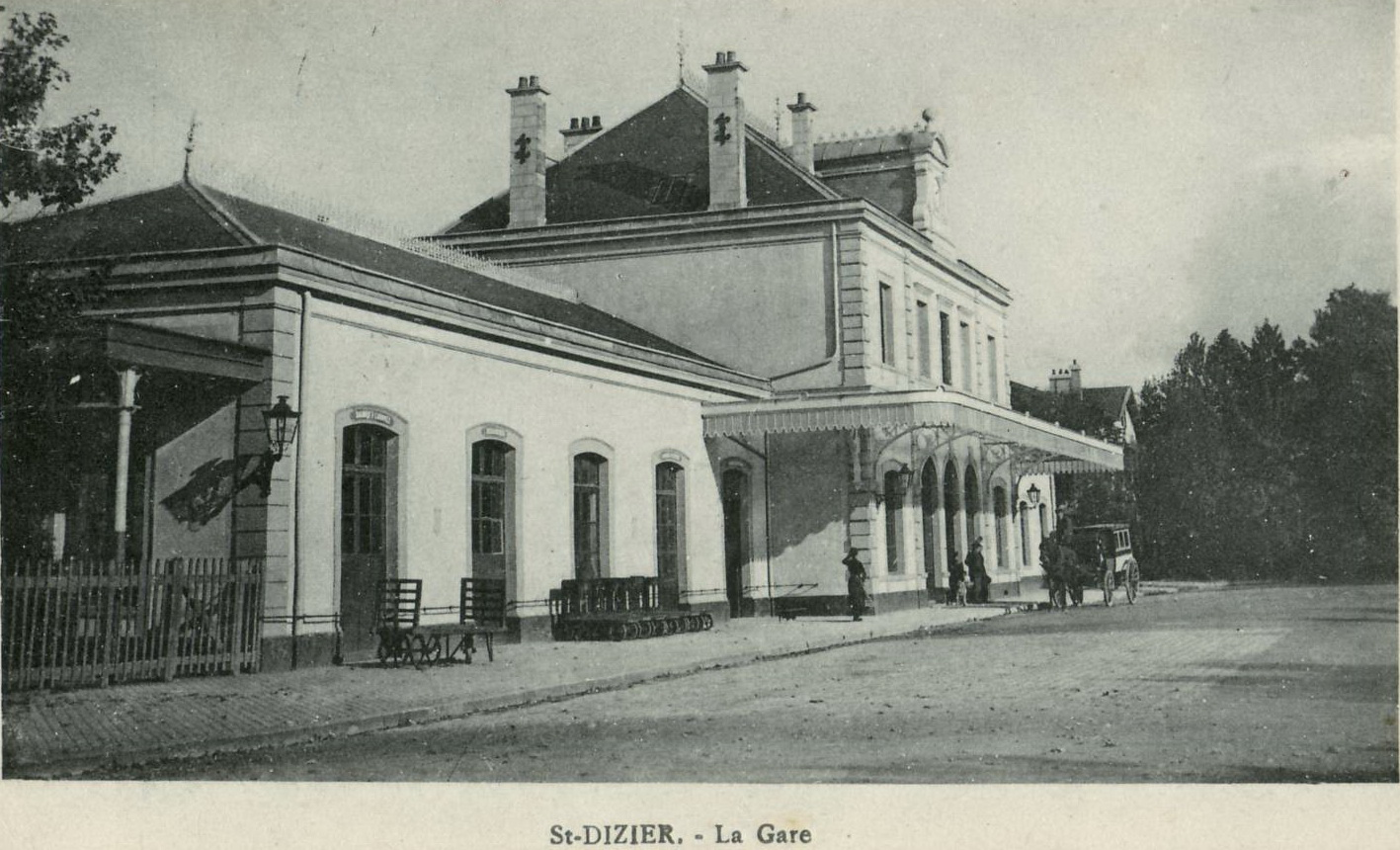
La gare, vers 1919.

## Service des voyageurs

### Accueil

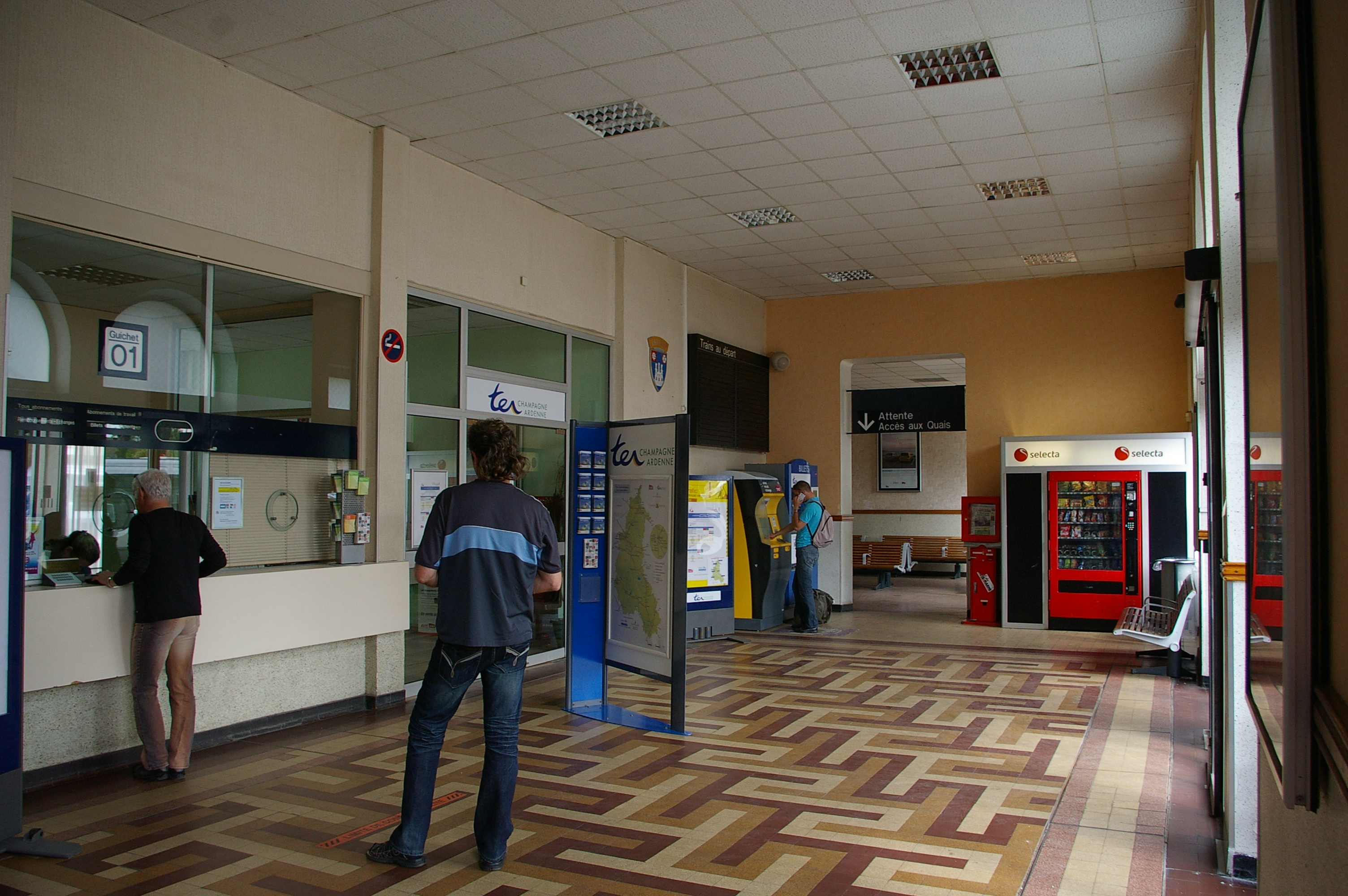
Le hall et le guichet.

Gare de la SNCF, elle dispose d'un bâtiment voyageurs, avec guichet, ouvert tous les jours. Elle est notamment équipée d'automates pour l'achat de titres de transport, de salles d'attente et d'un quai couvert. Elle propose des aménagements, équipements et services pour les personnes à la mobilité réduite.

### Desserte

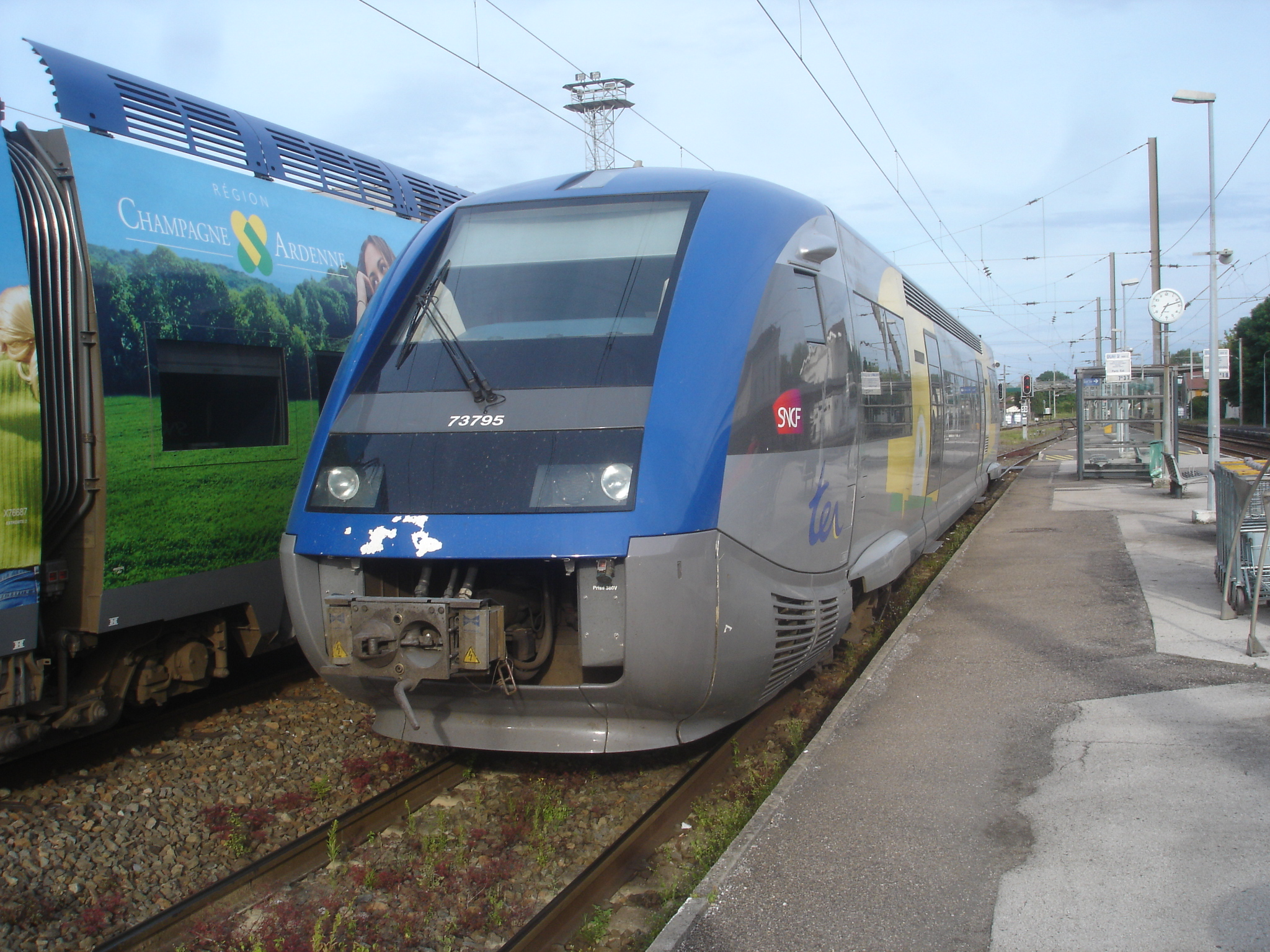
Un TER attendant son départ du lendemain matin.

La gare est desservie par les trains du réseau TER Grand Est, sur des liaisons vers Paris-Est, Reims, Châlons-en-Champagne et Chaumont.
Il existe également une ligne interrégionale : Reims – Mourmelon-le-Petit – Châlons-en-Champagne – Vitry-le-François – Saint-Dizier – Joinville – Chaumont – Langres – Culmont-Chalindrey – Dijon.

## Service des marchandises
Cette gare est ouverte au service du fret (uniquement par train massif).